# Corinto (Cauca)
Pour les articles homonymes, voir Corinto.
Corinto est une municipalité située dans le département de Cauca, en Colombie.